# 폴리다이옥산온

구조

폴리다이옥사논(Polydioxanone) 또는 폴리디옥사논은 생분해성 결정질 고분자이다.

## 합성
화학적으로, 폴리다이옥사논은 에터-에스터 단위가 여러번 반복되는 고분자이다. 이것은 단량체인 파라디옥사논(p-dioxanone)을 고리 열림 중합하여 얻어진다. 이 반응에는 열 또는 지르코늄 아세틸아세톤이나 L-젖산 아연같은 유기금속 촉매를 필요로 한다. 이 고분자는 −10 and 0 °C  사이의 유리 전이 온도와 55%의 결정성으로 특정지어진다.
봉합사로 만들기 위해 폴리다이옥사논은 섬유 형태로 압출된다. 하지만 자발적인 단량체로의 분해를 막기 위해 가능한 낮은 온도에서 해야 한다. 고분자 사슬 뼈대에 있는 에터의 산소가 고분자에 유연성을 부여한다.

## 이용
폴리다이옥사논은 생체의학적으로 이용된다. 특히 봉합사에 이용되며, 다른 이용으로는 정형외과, 성형수술, 약운반, 심혈관, 조직공학 등이 있다.
이 고분자는 가수분해에 의해 분해되어 오줌으로 빠져나간다. 이 생체물질은 6개월 안에 분해되어 사라지며 이물 반응이 거의 없다.
폴리다이옥사논으로 만든 물건은 산화 에틸렌으로 멸균할 수 있다.

## 같이 보기
- 디옥사논